# Goulmima
Goulmima (àrab: ݣلميمة, Gulmīma; amazic: ⵉⴳⵯⵍⵎⵉⵎⵏ, Igwelmimen) és un municipi de la província d'Errachidia, a la regió de Drâa-Tafilalet, al Marroc. Segons el cens de 2014 tenia una població total de 16.419 persones.
Hi ha un oasi agrícola que és alimentat pel Wadi Gheris des de les muntanyes de l'Alt Atles. Com altres assentaments a Tafilalet, va ser construït com a vila fortificada o ksar. Una de les més importants, Ighrem n'Igoulmimen (Ksar Goulmima), és en procés de restauració. No és només un lloc històric, alguns centenars de persones segueixen vivint en l'alcàsser.

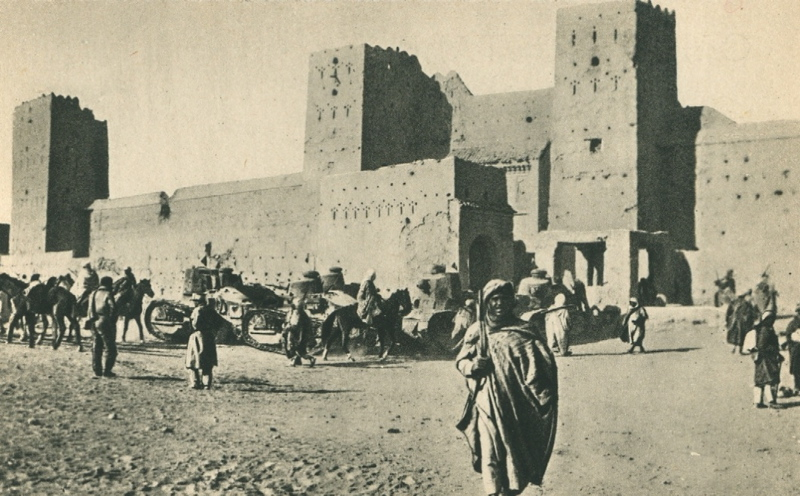
Blindats francesos a Goulmima, anys 1930

## Udayn n Acur
També conegut com a Udayen n Σacur, Udayn n Âachour, que vol dir 'els jueus d'Ashoura', és un festival que té lloc a Tizi-n-Imnayen a Goulmima. El carnaval té les seves arrels en les antigues tradicions jueves amazigues, i ara és celebrat pels musulmans de la zona, ja que els jueus van marxar fa molt de temps. Els joves es vesteixen amb màscares i desfilen al voltant, sovint cridant consignes contra el govern i demanant drets pels amazics.